# Prostitución en Timor Oriental

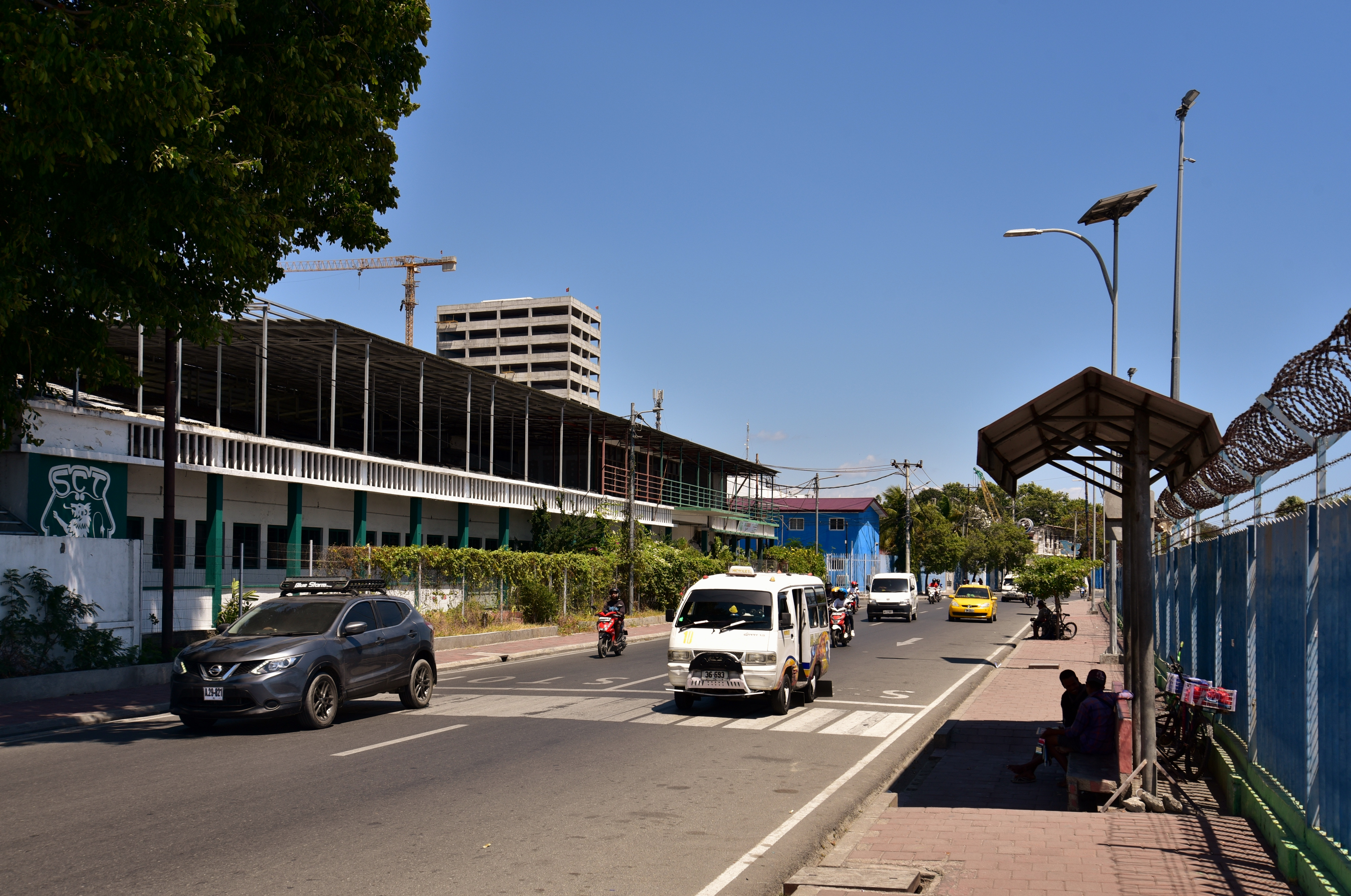
Vistazo de Dili, capital de Timor Oriental, y foco principal de prostitución en el país.

La prostitución en Timor Oriental es legal, pero el proxenetismo y la participación de terceros con fines lucrativos o para facilitar la prostitución son acciones prohibidas. La prostitución se ha convertido en un problema desde que el país se independizó de Indonesia en el año 2002, especialmente en la capital, Dili. En 2014 se calculaba que había más de 1 600 prostitutas en el país asiático.
La aplicación de la ley es deficiente, pero de vez en cuando se toman medidas represivas. Las trabajadoras del sexo extranjeras suelen ser el objetivo, y a menudo son deportadas. Las leyes de orden público también se utilizan contra las prostitutas. Referido a las prostitutas nacionales, muchas entraron en la espiral sexual a consecuencia de la pobreza y el desempleo, como vía (libre o forzada) para subsistir. Las prostitutas extranjeras, especialmente de Indonesia, China y Filipinas, entran en el país con visados de turista de 90 días.
El tráfico sexual y la prostitución infantil son problemas en el país.

## Fuerza de mantenimiento de la paz de la ONU
Antes de su partida en 2012, la división UNPOL de la Fuerzas de paz de las Naciones Unidas ayudaba a la policía, incluso participando en redadas de prostitución. Sin embargo, a pesar de la política de tolerancia cero hacia el personal de la ONU que utilizaba prostitutas, estos mismos eran también un importante grupo de clientes. Se denunció que frecuentaban burdeles, incluidos los que utilizaban a mujeres víctimas de la trata. Los vehículos de la ONU se utilizaban para recoger a prostitutas callejeras.
También se denunció que un barco fletado por Naciones Unidas se utilizaba como tapadera para traficar con niños con fines de prostitución en el país.

## Tráfico sexual
Timor Oriental es país de origen y destino de mujeres y niños sometidos al tráfico sexual. Mujeres, niñas y, ocasionalmente, hombres y niños jóvenes timorenses de zonas rurales son conducidos a la capital con la promesa de mejores perspectivas de empleo o educación y son objeto de tráfico sexual; hay informes de complicidad oficial en estas prácticas. Las mujeres extranjeras, incluidas las de Camboya, China, Indonesia, Filipinas y Vietnam, son vulnerables al tráfico sexual en Timor Oriental. 
Los traficantes transnacionales pueden pertenecer a sindicatos del crimen organizado indonesios o chinos, y al parecer rotan a las víctimas extranjeras del tráfico sexual dentro y fuera del país durante los 90 días que dura un visado de turista, con el fin de evitar levantar sospechas o llamar la atención sobre el delito mediante infracciones por sobrepasar la duración del visado. La policía acepta sobornos de los establecimientos implicados en el tráfico o de los traficantes que intentan cruzar ilegalmente las fronteras, y en años anteriores han sido identificados como clientes de locales de comercio sexual investigados por sospechas de tráfico.
Según funcionarios de inmigración, la policía y fuentes de los medios de comunicación, las mujeres extranjeras que ejercían la prostitución, muchas de las cuales eran posibles víctimas de la trata con fines de explotación sexual, a veces eran detenidas en masa durante las redadas de las fuerzas del orden y luego deportadas sin un control adecuado, o como resultado de la incapacidad de los agentes encargados de la detención para obtener información pertinente de las mujeres debido a que habían sido instruidas para proporcionar relatos idénticos. 
Por este motivo, los agentes de la PNTL afirmaron que no habían podido obtener pruebas suficientes para procesar a los propietarios de un bar de karaoke que podrían haber sometido a 67 mujeres extranjeras a trata con fines sexuales durante el período del informe. La PNTL informó de que los propietarios de bares de karaoke confiscaban los pasaportes de las trabajadoras extranjeras y sólo los entregaban si la policía ordenaba su deportación.
La Oficina de Vigilancia y Lucha contra la Trata de Personas del Departamento de Estado de los Estados Unidos mantuvo la clasificación en 2023 para Timor Oriental como país de "nivel 2".